# Chris Herperger
Chris Herperger (né le 24 février 1974 à Esterhazy, dans la province de la Saskatchewan au Canada) est un joueur de hockey sur glace retraité évoluant à la position de centre.

## Carrière
Joueur sélectionné par les Flyers de Philadelphie au dixième tour du repêchage de la LNH de 1992 alors qu'il évolue pour les Broncos de Swift Current de la Ligue de hockey de l'Ouest, Herperger poursuit sont cheminement au niveau junior avec ces derniers avant de passer au Thunderbirds de Seattle avec qui il s'aligne durant deux saisons.
Il devient joueur professionnel en 1995 alors qu'il rejoint le club affilié aux Flyers dans la Ligue américaine de hockey, les Bears de Hershey. Il ne reste cependant qu'avec ceux-ci pour la moitié de la saison avant de voir les Flyers l'échanger aux Mighty Ducks d'Anaheim en retour de Bob Corkum. Herperger se joint alors au club-école des Ducks en LAH, les Bandits de Baltimore.
Laissé sans contrat par les Ducks à l'été 1997, il s'entend alors avec l'équipe nationale du Canada. Sa brillante performance au sein de l'équipe canadienne avec qui il cumule cinquante points en soixante-trois rencontres lui permet de se tracer un chemin vers la ligue nationale de hockey. Après avoir conclu une entente avec les Blackhawks de Chicago, il rejoint pour la saison 1998-1999 le Ice d'Indianapolis de la ligue internationale de hockey avant de se voir être rappelé la saison suivante par le grand club.
Après une saison de plus à Chicago, il devient agent libre et s'entend alors pour une saison avec les Sénateurs d'Ottawa puis, rejoint pour la saison 2002-2003 l'organisation des Thrashers d'Atlanta. Il ne dispute cependant que vingt-sept parties dans l'uniforme des Thrashers avant d'être impliqué dans une transaction l'envoyant aux Canucks de Vancouver. Herperger termine alors la saison avec le club affilié aux Canucks dans la LAH, soit le Moose du Manitoba. Retrouvant son autonomie à l'été suivant, le joueur de centre quitte alors pour l'Allemagne, acceptant un contrat avec les Krefeld Pinguine de la DEL.
Il dispute un total de trois saisons dans la DEL avant de rejoindre pour la saison 2006-2007, les Kloten Flyers de la Ligue nationale A de Suisse. En 2008, Herperger retourne en DEL, s'alignant alors avec le Scorpions de Hanovre.

### Statistiques en club
| Saison     | Équipe                   | Ligue          |     | Saison régulière | Saison régulière | Saison régulière | Saison régulière | Saison régulière |    | Séries éliminatoires | Séries éliminatoires | Séries éliminatoires | Séries éliminatoires | Séries éliminatoires |
| Saison     | Équipe                   | Ligue          | PJ  | B                | A                | Pts              | Pun              | PJ               | B  | A                    | Pts                  | Pun                  |                      |                      |
| 1990-1991  | Broncos de Swift Current | LHOu           | 10  | 0                | 1                | 1                | 5                |                  |    |                      |                      |                      |                      |                      |
| 1991-1992  | Broncos de Swift Current | LHOu           | 72  | 14               | 19               | 33               | 44               | 8                | 0  | 1                    | 1                    | 9                    |                      |                      |
| 1992-1993  | Broncos de Swift Current | LHOu           | 20  | 9                | 7                | 16               | 31               |                  |    |                      |                      |                      |                      |                      |
| 1992-1993  | Thunderbirds de Seattle  | LHOu           | 46  | 20               | 11               | 31               | 30               | 5                | 1  | 1                    | 2                    | 6                    |                      |                      |
| 1993-1994  | Thunderbirds de Seattle  | LHOu           | 71  | 44               | 51               | 95               | 110              | 9                | 12 | 10                   | 22                   | 12                   |                      |                      |
| 1994-1995  | Thunderbirds de Seattle  | LHOu           | 59  | 49               | 52               | 101              | 106              | 4                | 4  | 0                    | 4                    | 6                    |                      |                      |
| 1994-1995  | Bears de Hershey         | LAH            | 4   | 0                | 0                | 0                | 0                |                  |    |                      |                      |                      |                      |                      |
| 1995-1996  | Bears de Hershey         | LAH            | 46  | 8                | 12               | 20               | 36               |                  |    |                      |                      |                      |                      |                      |
| 1995-1996  | Bandits de Baltimore     | LAH            | 21  | 2                | 3                | 5                | 17               | 9                | 2  | 3                    | 5                    | 6                    |                      |                      |
| 1996-1997  | Bandits de Baltimore     | LAH            | 67  | 19               | 22               | 41               | 88               | 3                | 0  | 0                    | 0                    | 0                    |                      |                      |
| 1997-1998  | Équipe Canada            | Nat            | 63  | 20               | 30               | 50               | 102              |                  |    |                      |                      |                      |                      |                      |
| 1998-1999  | Ice d'Indianapolis       | LIH            | 79  | 19               | 29               | 48               | 81               | 7                | 0  | 4                    | 4                    | 4                    |                      |                      |
| 1999-2000  | Blackhawks de Chicago    | LNH            | 9   | 0                | 0                | 0                | 5                |                  |    |                      |                      |                      |                      |                      |
| 1999-2000  | Lumberjacks de Cleveland | LIH            | 73  | 22               | 26               | 48               | 122              | 9                | 3  | 3                    | 6                    | 8                    |                      |                      |
| 2000-2001  | Blackhawks de Chicago    | LNH            | 61  | 10               | 15               | 25               | 20               |                  |    |                      |                      |                      |                      |                      |
| 2000-2001  | Admirals de Norfolk      | LAH            | 9   | 1                | 4                | 5                | 9                |                  |    |                      |                      |                      |                      |                      |
| 2001-2002  | Sénateurs d'Ottawa       | LNH            | 72  | 4                | 9                | 13               | 43               |                  |    |                      |                      |                      |                      |                      |
| 2002-2003  | Thrashers d'Atlanta      | LNH            | 27  | 4                | 1                | 5                | 7                |                  |    |                      |                      |                      |                      |                      |
| 2002-2003  | Wolves de Chicago        | LAH            | 7   | 1                | 1                | 2                | 14               |                  |    |                      |                      |                      |                      |                      |
| 2002-2003  | Moose du Manitoba        | LAH            | 15  | 6                | 6                | 12               | 12               |                  |    |                      |                      |                      |                      |                      |
| 2003-2004  | Krefeld Pinguine         | DEL            | 38  | 10               | 16               | 26               | 50               |                  |    |                      |                      |                      |                      |                      |
| 2004       | Krefeld Pinguine         | Coupe Spengler |     |                  |                  |                  |                  | 4                | 1  | 4                    | 5                    | 0                    |                      |                      |
| 2004-2005  | Krefeld Pinguine         | DEL            | 41  | 16               | 14               | 30               | 98               |                  |    |                      |                      |                      |                      |                      |
| 2005-2006  | Krefeld Pinguine         | DEL            | 50  | 18               | 30               | 48               | 86               | 5                | 1  | 2                    | 3                    | 12                   |                      |                      |
| 2006-2007  | Kloten Flyers            | LNA            | 44  | 12               | 21               | 33               | 69               | 11               | 2  | 3                    | 5                    | 26                   |                      |                      |
| 2007-2008  | Scorpions de Hanovre     | DEL            | 39  | 16               | 21               | 37               | 61               |                  |    |                      |                      |                      |                      |                      |
| 2008-2009  | Scorpions de Hanovre     | DEL            | 51  | 13               | 23               | 36               | 58               | 11               | 6  | 8                    | 14                   | 4                    |                      |                      |
| 2009-2010  | Scorpions de Hanovre     | DEL            | 39  | 12               | 18               | 30               | 52               | 11               | 7  | 5                    | 12                   | 4                    |                      |                      |
| 2010-2011  | Scorpions de Hanovre     | DEL            | 49  | 18               | 24               | 42               | 40               | 5                | 1  | 5                    | 6                    | 26                   |                      |                      |
| 2011-2012  | Scorpions de Hanovre     | DEL            | 49  | 16               | 23               | 39               | 28               |                  |    |                      |                      |                      |                      |                      |
| 2012-2013  | Scorpions de Hanovre     | DEL            | 26  | 7                | 13               | 20               | 20               |                  |    |                      |                      |                      |                      |                      |
| Totaux LNH | Totaux LNH               | Totaux LNH     | 169 | 18               | 25               | 43               | 75               |                  |    |                      |                      |                      |                      |                      |

## Honneurs et trophées
- Ligue de hockey de l'Ouest :
  - Nommé dans la deuxième équipe d'étoiles de la ligue en 1995.
- DEL :
  - Invité au match des étoiles en 2008-2009.
  - Champion de la ligue avec les Scorpions de Hanovre en 2009-2010.

## Transactions en carrière
- Repêchage de la LNH 1992 : réclamé par les Flyers de Philadelphie (10e choix de l'équipe, 223e choix au total).
- 6 février 1996 : échangé par les Flyers avec le choix de septième ronde des Jets de Winnipeg au repêchage de 1997 (choix acquis précédemment, les Ducks sélectionnent avec ce choix Tony Mohagen) aux Mighty Ducks d'Anaheim en retour de Bob Corkum.
- 2 septembre 1998 : signe à titre d'agent libre avec les Blackhawks de Chicago.
- 13 juillet 2001 : signe à titre d'agent libre avec les Sénateurs d'Ottawa.
- 1er août 2002 : signe à titre d'agent libre avec les Thrashers d'Atlanta.
- 20 janvier 2003 : échangé par les Thrashers avec Chris Nielsen aux Canucks de Vancouver en retour de Jeff Farkas.
- 13 juin 2003 : signe à titre d'agent libre avec le Krefeld Pinguine de la DEL.
- 23 juillet 2007 : signe à titre d'agent libre avec les Scorpions de Hanovre de la DEL.